# Scena (Italia)
Scena (Schenna in tedesco, Schönnen in dialetto locale) è un comune italiano di 3 049 abitanti della provincia autonoma di Bolzano in Trentino-Alto Adige. Fa parte del comprensorio del Burgraviato.

## Origini del nome
Il nome del comune è attestato dal 1116-1122 come Schennano e nel 1270 come Schenan e deriva da un nome di persona latino *Sconius, probabilmente il proprietario terriero della zona.

## Storia
Dal VI-VII secolo cominciarono a stabilirsi nella zona popolazioni provenienti dalla Franconia e dalla Baviera.
La storia medievale di Scena è strettamente legata alle sue roccaforti, in particolare con il castello e con la sua stirpe regnante, feudatari dei conti di Tirolo. Nel XIX secolo la personalità più illustre fu in particolare l'arciduca austriaco Giovanni d'Asburgo-Lorena, l'Erzherzog Johann che acquistò il Castello di Scena nel 1845 e fu sepolto nel notevole mausoleo neogotico di Scena il 24 giugno 1869.
Il comune appartenne sino alla fine della prima guerra mondiale alla circoscrizione giudiziaria del tribunale di Merano e faceva parte del suo distretto amministrativo.

### Simboli
Lo stemma è troncato: nella parte superiore è raffigurato un leone rosso, su sfondo argento, uscente da quella inferiore di colore nero. Era l'emblema dei Signori di Scena che già verso la metà del XII secolo detennero la signoria fino alla loro estinzione nel
1369. Lo stemma civico venne utilizzato antecedentemente al primo conflitto mondiale e fu poi ripristinato con
delibera del Consiglio Comunale n. 18
del 26 aprile 1967.

## Monumenti e luoghi d'interesse

### Architetture religiose
- Chiesa di San Giorgio
- Chiesa di Santa Maria Assunta
- Chiesa dell'Esaltazione della Santa Croce
- Chiesa dei Santi Giovanni e Paolo Apostoli
- Mausoleo dell'arciduca Giovanni

### Architetture militari
- Castello di Scena - Schloss Schenna che contiene la più ampia collezione privata del noto combattente sudtirolese per la libertà Andreas Hofer. Inoltre, del castello fa parte anche il mausoleo "Schenner Kirchhügel" in stile gotico. Nel mausoleo, adiacente al castello, riposa l'arciduca Giovanni d'Asburgo-Lorena con la sua famiglia.
- Castel Gojen o Goyen: edificio storico che si trova alla base della Val di Nova (Naiftal) presso Maia Alta, con una torre romanica e il palazzo cinquecentesco. Secondo una leggenda, qui vi avrebbe dimorato Gaius.[10][11]

## Società

### Appartenenza linguistica
La sua popolazione è per la quasi sua totalità di madrelingua tedesca:
| %      | Ripartizione linguistica (gruppi principali) |
| ------ | -------------------------------------------- |
| 96,99% | madrelingua tedesca                          |
| 2,94%  | madrelingua italiana                         |
| 0,07%  | madrelingua ladina                           |

### Evoluzione demografica
Abitanti censiti

## Amministrazione
| Periodo | Periodo   | Primo cittadino   | Partito | Carica  | Note |
| ------- | --------- | ----------------- | ------- | ------- | ---- |
| 2005    | in carica | Alois Peter Kröll | SVP     | Sindaco |      |